# سومی ونوس
سومی ونوس (انگلیسی: Sumie Oinuma؛ زادهٔ ۱۶ سپتامبر ۱۹۴۶) بازیکن والیبال اهل ژاپن است.